# Megaselia cirripes
Megaselia cirripes är en tvåvingeart som beskrevs av Borgmeier 1964. Megaselia cirripes ingår i släktet Megaselia och familjen puckelflugor. Inga underarter finns listade i Catalogue of Life.